# Чемпионат СССР по боксу 1948
Чемпионат СССР по боксу 1948 года проходил в два этапа. Первый этап проходил 21-24 марта в Тбилиси (Грузинская ССР), второй — 4-7 апреля в Ленинграде (РСФСР).

## Медалисты
| Весовая категория           | Золото                                     | Серебро                                      | Бронза                              |
| --------------------------- | ------------------------------------------ | -------------------------------------------- | ----------------------------------- |
| Наилегчайший вес (до 51 кг) | Лев Сегалович Вооруженные силы (Москва)    | Василий Кудрявцев «Красное Знамя» (Иваново)  | Юрий Соколов «Спартак» (Иваново)    |
| Легчайший вес (до 54 кг)    | Габриэль Ханукашвили «Динамо» (Тбилиси)    | Михаил Серёгин «Пищевик» (Москва)            | Виль Киракосов «Наука» (Тбилиси)    |
| Полулегкий вес (до 57 кг)   | Иван Князев «Водник» (Ленинград)           | Виктор Пушкин «Пищевик» (Москва)             | Георгий Вартанов «Динамо» (Тбилиси) |
| Лёгкий вес (до 60 кг)       | Анатолий Грейнер Вооруженные Силы (Москва) | Алексей Орлов «Динамо» (Ленинград)           | Петр Куликов «Спартак» (Иваново)    |
| Полусредний вес (до 67 кг)  | Сергей Щербаков «Крылья Советов» (Москва)  | Александр Сурков «Трудовые резервы» (Москва) | Александр Крючков «Динамо» (Баку)   |
| Средний вес (до 73 кг)      | Роман Каристэ «Динамо» (Таллин)            | Владимир Коган «Динамо» (Минск)              | Василий Чудинов «Пищевик» (Москва)  |
| Полутяжелый вес (до 81 кг)  | Геннадий Степанов «Динамо» (Москва)        | Анатолий Степанов Вооруженные силы (Москва)  | Вадим Черниченко «Пищевик» (Одесса) |
| Тяжелый вес (свыше 81 кг)   | Николай Королёв «Пищевик» (Москва)         | Анатолий Перов «Трудовые резервы» (Москва)   | Андро Навасардов «Динамо» (Тбилиси) |